# Alexander Mackenzie
För andra betydelser, se Alexander Mackenzie (olika betydelser).
Alexander Mackenzie, född 28 januari 1822 i Logierait, Skottland, död 17 april 1892 i Toronto, Ontario, Kanada, var en skotsk-kanadensisk politiker (Kanadas liberala parti).
Han var Kanadas premiärminister från 1873 till 1878.

## Biografi
Efter avslutad skolgång i Skottland emigrerade han 1842 till Kanada och konverterade en kort tid därefter från presbyterianismen till baptismen.
Han gifte sig 1845 med Helen Neil. Paret fick tre barn, varav två dog som spädbarn. Helen avled 1852 och Mackenzie gifte om sig 1853 med Jane Sym.
Mackenzie var ledamot av underhuset i Kanadas parlament 1867–1892. Han var Kanadas premiärminister 1873–1878 och partiledare för Kanadas liberala parti 1873–1880.
Han tackade nej till att bli dubbad till knight (riddare).